# Fussgängerstreifen
Der Fussgängerstreifen ist in der Schweiz und in Liechtenstein die offizielle und gebräuchliche Bezeichnung für einen Fussgängerübergang. Es ist eine Querungsanlage auf Strassen für Fussgänger und Rollstuhlfahrer. Der Fussgängerstreifen ist neben dem Hinweis mit entsprechender Beschilderung durch breite Linien auf der Fahrbahn gekennzeichnet, die ebenfalls als Strassensignale dienen. Er wird in gelber Farbe auf die Fahrbahn aufgebracht.
Im Deutschen wird er umgangssprachlich oft nach den ähnlich gemusterten Zebras als Zebrastreifen bezeichnet.
Der Fussgängerstreifen ist im Gegensatz zur Fussgängerüberführung oder Fussgängerunterführung immer ebenerdig.
Da zwischen Trottoir und Fahrbahn in den meisten Fällen ein Niveauunterschied (Stufe) besteht, wird der Randstein an Fussgängerstreifen in der Regel abgesenkt oder abgeschrägt, um ein leichteres Überqueren auch mit Kinderwagen, Rollstühlen oder Handkarren zu ermöglichen.

## Geschichte

Markierung: 6.17 Fussgängerstreifen & 6.18 Halteverbotslinie

Bereits in den 1930er-Jahren wurde über mögliche Markierungen, wie Schilder, Nägel auf der Strasse oder Markierungen für Fussgänger nachgedacht. Man versuchte das «Fussvolk» an den richtigen Stellen über die Strassen zu leiten. 1936 empfahl der Bundesrat, für Strassenübergänge die gelbe Farbe zu verwenden. Dabei orientierte er sich an den Wanderwegen, welche seit 1934 ebenfalls die Farbe Gelb benutzten. Bis zum ersten gelben Fussgängerstreifen dauerte es bis Ende der 1940er-Jahre. Den Anfang machte Basel 1948. Der gelbe «Zebra-Fussgängerstreifen» wurde von der Automobil Revue als Erfolg gefeiert, denn «das Fussvolk hält sich weit besser an die ihm zugewiesenen Passagen». Seit 1962 ist der Vortritt der zu Fuss Gehenden gesetzlich verankert.

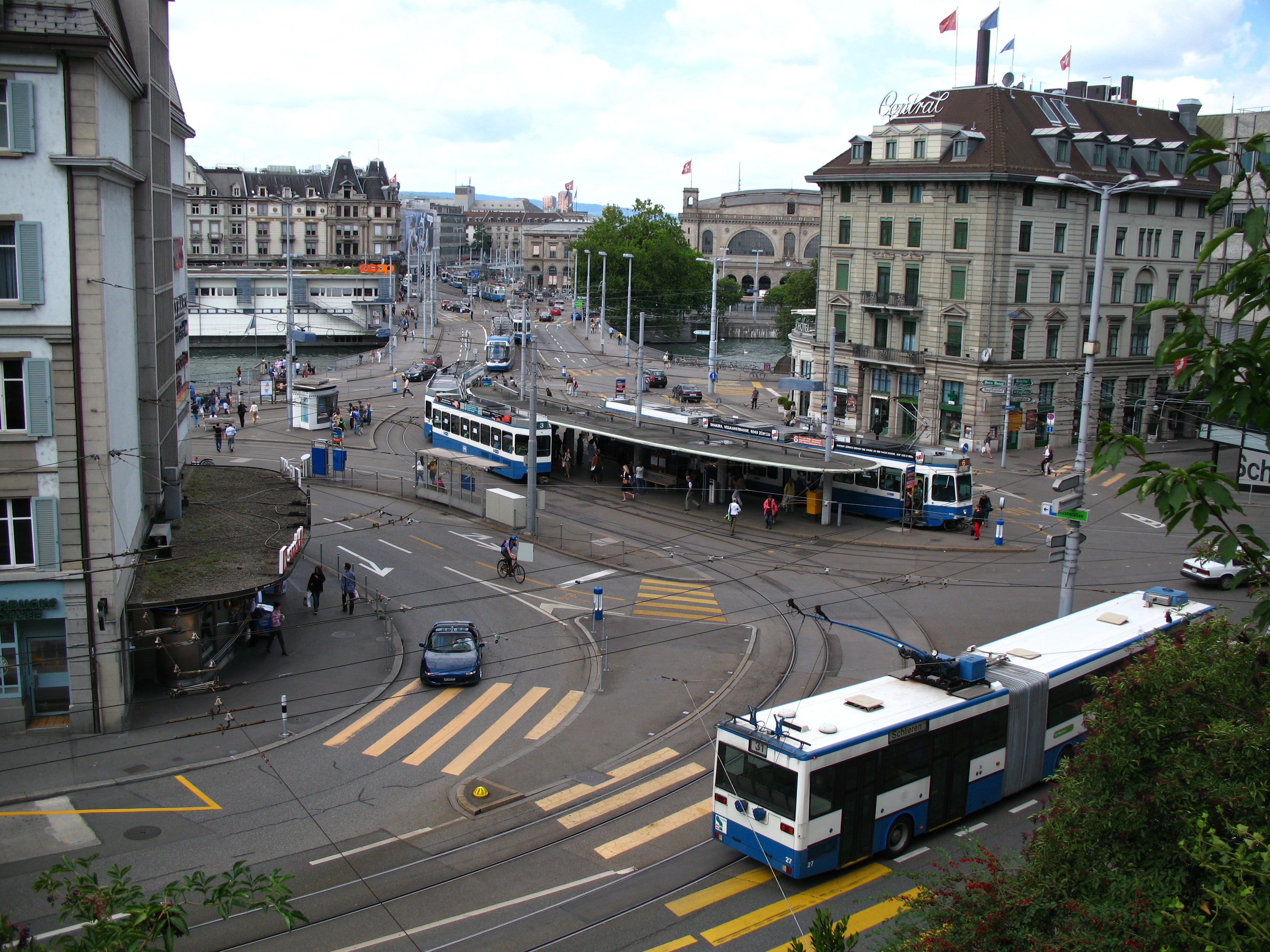
Fussgängerstreifen am Zürcher Central

## Rechtliches
Hinweis: In diesem Abschnitt werden das Schweizer SVG, die Schweizer VRV und SSV zitiert. Diese Bestimmungen wurden fast wortgleich in die Liechtensteiner SVG, VRV und SSV übernommen, daher gelten die hier aufgeführten Bestimmungen dort auch.
Die Fussgänger haben den Vortritt auf dem Fussgängerstreifen, dürfen ihn aber nicht überraschend betreten (Art. 49 SVG). Sie dürfen vom Vortrittsrecht keinen Gebrauch machen, wenn ein Fahrzeug bereits so nahe ist, dass es nicht mehr rechtzeitig anhalten könnte. Fussgänger müssen Fussgängerstreifen, Über- oder Unterführungen benutzen, wenn diese weniger als 50 Meter entfernt sind. Gegenüber Trams haben die Fussgänger auch auf dem Fussgängerstreifen keinen Vortritt (Art. 47 VRV). Velofahrer dürfen den Fussgängerstreifen nicht benutzen, es sei denn, sie schieben das Velo.

Bis 1994 verlangte die Verkehrsregelnverordnung (VRV), dass Fussgänger, welche eine Strasse auf einem Fussgängerstreifen überqueren wollten, herannahenden Autos ihre Absicht per Handzeichen bekunden mussten. Im Gegensatz dazu legte aber das übergeordnete Strassenverkehrsgesetz (SVG) fest, dass der Fussgänger ohne Einschränkung Vortritt auf dem Fussgängerstreifen habe. Hierdurch entstand eine grosse Unsicherheit, so dass schliesslich das Bundesgericht vom Gesetzgeber verlangte, diese Situation zu klären. Deshalb wurde 1994 in Übereinstimmung mit im Ausland geltenden Gesetzen das Handzeichen-Obligatorium aufgehoben. Seither müssen Fahrzeugführer Vortritt gewähren, wenn ein Fussgänger 

„… sich bereits auf dem Streifen befindet oder davor wartet und ersichtlich die Fahrbahn überqueren will.“

 Seit 2006 müssen Fahrzeugführer, die den Vortritt nicht gewähren, mit einer Busse rechnen.

### Zusätzliche Signalisation

Hinweissignal «Standort eines Fussgängerstreifens»

Gefahrensignal «Fussgängerstreifen»

Fussgängerstreifen sind eigenständige verbindliche Markierungen (Markierung 6.17) und müssen gesetzlich nicht zusätzlich signalisiert sein. Sie sind gelb, gepflasterte Fussgängerstreifen können ausnahmsweise weiss sein (Art. 77 SSV).
Fussgängerstreifen ausserorts, die der Fahrzeugführer aus einer Entfernung von 200 Metern nicht rechtzeitig erkennen kann, werden durch das Gefahrensignal Fussgängerstreifen (Signal 1.22) angekündigt (Art. 11 SSV).
Fussgängerstreifen ausserorts sowie unerwartete oder schlecht erkennbare Fussgängerstreifen innerorts werden gemäss Signalisationsverordnung zusätzlich durch das Hinweissignal Standort eines Fussgängerstreifens (Signal 4.11) markiert (Art. 47 SSV). Die Norm des Schweizerischen Verbands der Strassen- und Verkehrsfachleute, die Fussgängerstreifen behandelt, legt dagegen fest, dass das Signal Standort eines Fussgängerstreifens ausser an Fussgängerstreifen auf vortrittsbelasteten Zufahrten an Knoten stets angebracht wird. Aus diesem Grund sind inzwischen viele Fussgängerstreifen durch das Signal Standort eines Fussgängerstreifens signalisiert.

### Halteverbot
Auf Fussgängerstreifen dürfen Fahrzeuge nicht anhalten. Dieses Halteverbot gilt ausdrücklich auch im Kolonnenverkehr (Art. 12 VRV). Das heisst also, dass ein Fahrzeugführer verpflichtet ist, vorausschauend zu fahren und nur dann auf einen Fussgängerstreifen zu fahren, wenn sichergestellt ist, dass er nicht darauf stehenbleiben muss.
Vor Fussgängerstreifen wird eine mindestens 10 Meter lange Halteverbotslinie (Markierung 6.18) angebracht, ausser im Bereich von Verzweigungsflächen, bei Radstreifen sowie bei Park- und Haltebuchten. Die Halteverbotslinie untersagt das freiwillige Anhalten auf der Fahrbahn und dem angrenzenden Trottoir. Anhalten, um einem Fussgänger den Vortritt zu lassen, sowie das Halten in stockendem Kolonnenverkehr gelten nicht als freiwillig (Art. 77 SSV).